# 1998 SZ21
1998 SZ21 är en asteroid i huvudbältet som upptäcktes den 23 september 1998 av Višnjan-observatoriet i Kroatien.
Asteroiden har en diameter på ungefär 3 kilometer.